# Wirtschaft Liechtensteins
Die Wirtschaft des Fürstentums Liechtenstein ist vorwiegend auf den sekundären (Industrie) und den tertiären (Dienstleistung) Wirtschaftssektor konzentriert.
Mit einem Bruttoinlandsprodukt (BIP) von 5,3 Milliarden Schweizer Franken liegt Liechtenstein auf dem 143. Platz auf der Liste der Länder nach BIP. Gemessen am BIP pro Kopf steht Liechtenstein mit etwa 130'000 Schweizer Franken aber auf dem ersten Platz.
Aufgrund des grossen Anteils an Zupendlern an der Gesamtzahl der in Liechtenstein Erwerbstätigen lassen sich aber kaum Rückschlüsse vom Bruttoinlandsprodukt auf die Einkommenssituation der Bevölkerung ziehen. Und so waren im Jahr 2010 von den 34‘334 in Liechtenstein Beschäftigten über 50 % nicht in Liechtenstein wohnhaft, sondern pendelten vom Ausland zu.
Dieser Umstand führt dazu, dass Liechtenstein auch als Wirtschaftsmotor für die weitere Region gilt.
Zudem zählt Liechtenstein zu den stärkst industrialisierten Ländern der Welt – über 40 % der Arbeitskräfte und rund 40 % des Bruttoinlandsproduktes können diesem Wirtschaftszweig zugeordnet werden.

## Geschichte

### Beginn der Industrialisierung
Der Beginn der Industrialisierung trat in Liechtenstein verhältnismässig spät ein: erst in der zweiten Hälfte des 19. Jahrhunderts.
Diese späte Modernisierung ist vor allem durch die Isolation des Landes bis 1852 erklärbar – denn bis zu diesem Jahr war Liechtenstein fast völlig auf sich allein gestellt und hatte es schwer Handelsverträge mit seinen Nachbarn einzugehen. Die Situation änderte sich aber durch den Zollvertrag mit Österreich-Ungarn von 1852, der es Liechtenstein ermöglichte an die Wirtschaft der Doppelmonarchie eingegliedert zu werden.
Von grosser Bedeutung für den Entwicklungsprozess von Liechtenstein waren ausserdem die seit 1858 neu entstandenen Verkehrsstrukturen: So wurde in diesem und folgenden Jahren eine Eisenbahnlinie von Rorschach nach Chur und die Rheinbrücken Schaan und Bendern erbaut.
Und so entstanden in den nächsten Jahren neue Unternehmen, insbesondere in der Textilindustrie.

### Zollvertrag mit der Schweiz und weitere Entwicklungen
Doch während des Ersten Weltkrieges verboten die Alliierten die Garnzufuhr über die Schweiz – obwohl Liechtenstein wie im Zweiten Weltkrieg neutral blieb – sodass die Textilindustrie völlig zum Erliegen kam. Damit verbunden war auch die Verarmung der liechtensteinischen Bevölkerung. Mit dem Kriegsende löste Liechtenstein schliesslich den Zollvertrag mit dem Kriegsverlierer Österreich-Ungarn auf.
Nach der Auflösung des Zollvertrags mit Österreich 1919 näherte sich Liechtenstein zunehmend der Schweiz an und schliesslich wurde im Jahr 1923 der bis heute bestehende Zollvertrag mit der Schweiz unterzeichnet.
Liechtenstein blieb auch im Zweiten Weltkrieg neutral und wurde nie in direkte Kriegshandlungen verwickelt. Stattdessen konnte das Fürstentum seine Standortvorteile nutzen und so wurden viele neue Industriebetriebe in Liechtenstein gegründet und ein starkes Wirtschaftswachstum setzte ein.
Im Jahr 1995 erfolgte schliesslich der Beitritt zum Europäischen Wirtschaftsraum (EWR), welcher in Liechtenstein zu einem erneuten Aufschwung der Wirtschaft führte – welcher bis heute anhält.

## Wirtschaftsstruktur

### Land- und Forstwirtschaft

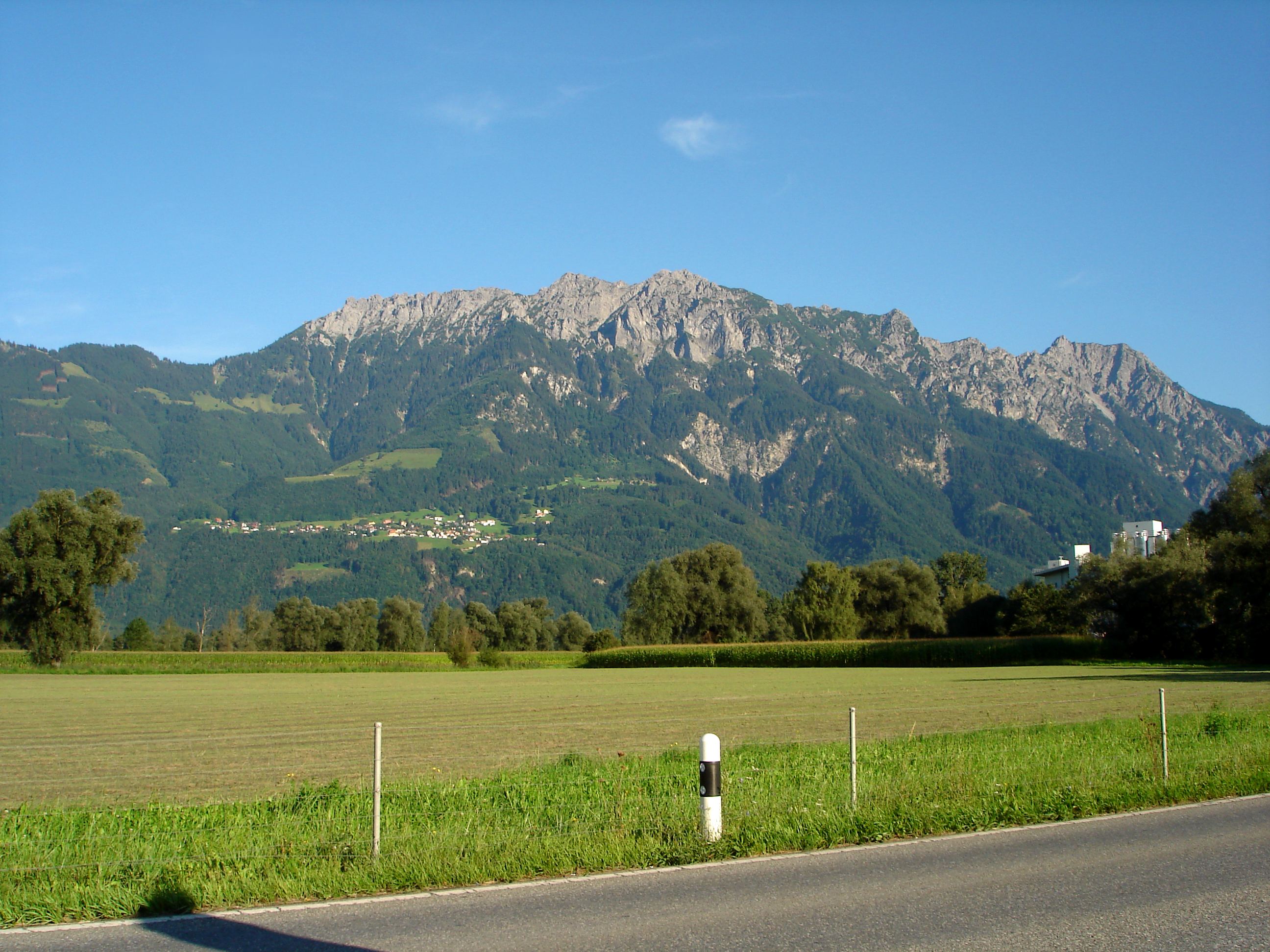
Landwirtschaft in Liechtenstein

Zum 31. Dezember 2013 waren in Liechtenstein im Sektor «Land- und Forstwirtschaft, Fischerei» 275 Erwerbstätige beschäftigt – was einem Anteil von 0,8 Prozent der Gesamtbeschäftigten entspricht.
Im Jahr 2013 gab es in Liechtenstein 109 anerkannte Landwirtschaftsbetriebe die 3'567 Hektar landwirtschaftliche Nutzfläche bewirtschafteten, das entspricht einer durchschnittlichen Betriebsgrösse von 32,7 Hektar. 24 der Betriebe waren in der Bergzone tätig. 30,3 Prozent der landwirtschaftlichen Betriebe mit einer Gesamtfläche von 1'088 Hektar produzierten nach den Richtlinien des biologischen Landbaus. 60 Prozent der Landwirtschaftsflächen wurden als Dauergrünland bewirtschaftet, die übrigen Flächen als Ackerland und Sonderkulturen. Der grösste Teil der Landwirtschaftsbetriebe hat sich auf die Tierhaltung spezialisiert und so wurden in Liechtenstein im Jahr 2013 6'010 Stück Rindvieh, davon 2'363 Milchkühe, 300 Pferde, 3'522 Schafe, 269 Ziegen, 1'655 Schweine und ca. 12'811 Nutzhühner gehalten.
Liechtenstein weist eine Waldfläche von 6'865 Hektar auf mit einem durchschnittlichen Holzvorrat von 409 Festmeter je Hektar. In Liechtensteins Wäldern werden jährlich rund 25'000 Festmeter Holz genutzt.

### Industrie

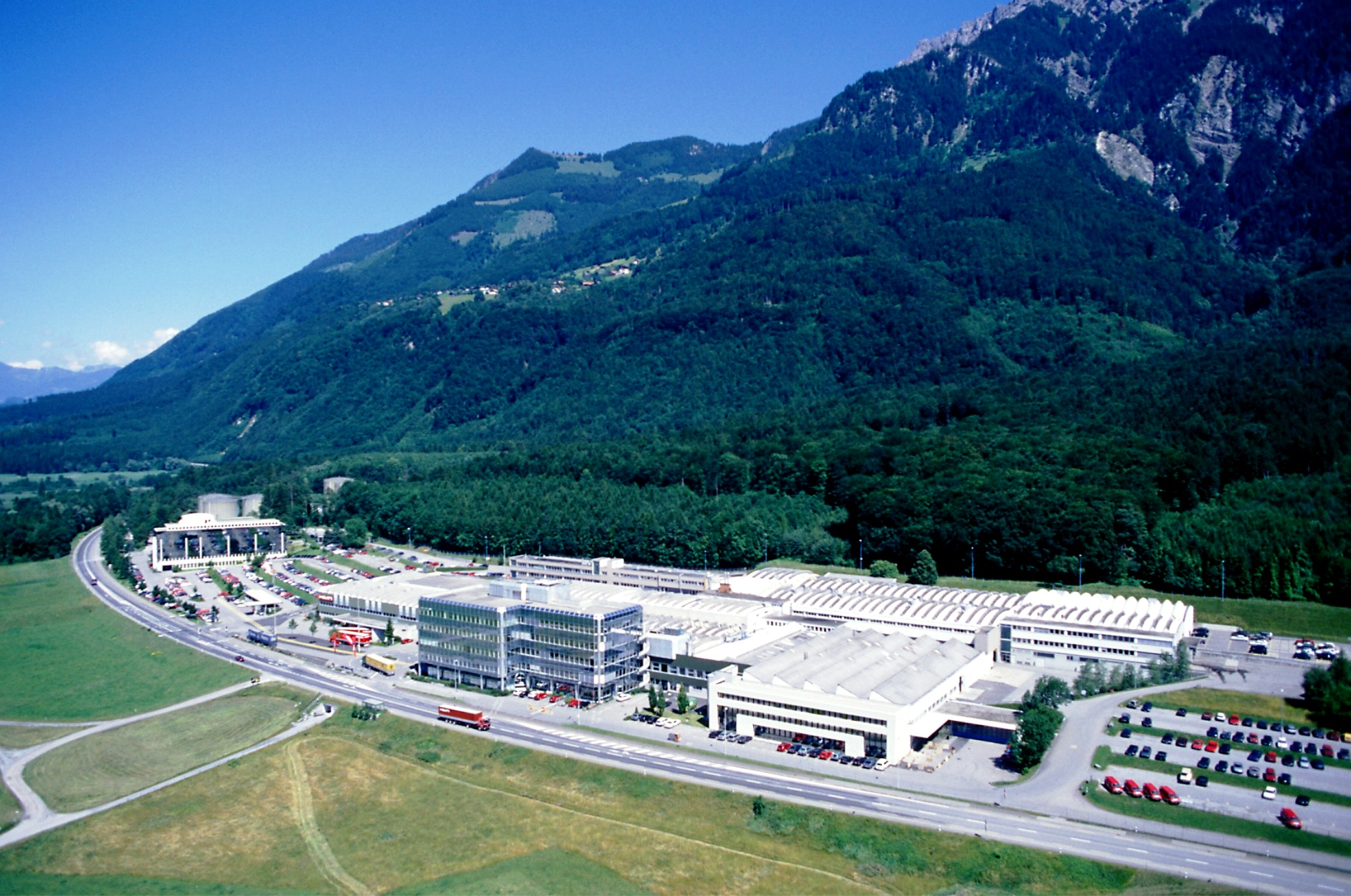
Hauptsitz der Hilti AG in Schaan

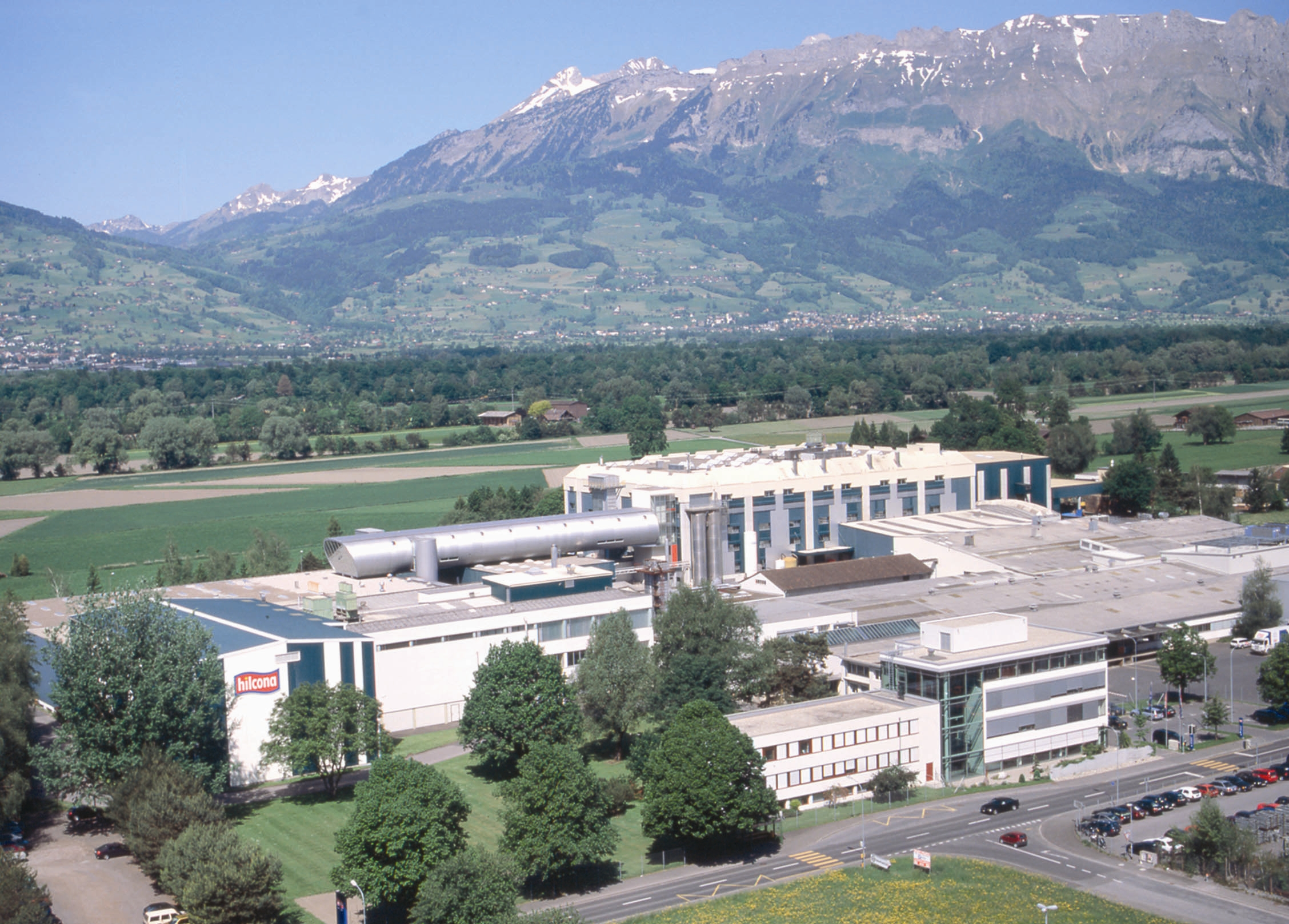
Hauptsitz der Hilcona AG in Schaan

Liechtenstein zählt aufgrund des Umstandes, dass über 40 % der Arbeitskräfte und rund 40 % des Bruttoinlandsproduktes im 2. Wirtschaftssektor erwirtschaftet wird, zu den am stärksten industrialisierten Ländern weltweit.
Insgesamt waren im Jahr 2010 14‘036 Arbeitnehmer in der Industrie beschäftigt, welche sich auf insgesamt 588 Arbeitsstätten verteilten.

#### Aussenhandel
Wegen des kleinen Binnenmarktes in Liechtenstein selbst, ist die Industrie stark von Exporten ins Ausland abhängig. Insgesamt wurden im Jahr 2011 272‘274 Tonnen Waren zu einem Wert von rund 3’32 Mrd. CHF ausgeführt. Der Warenexport in die Schweiz ist aufgrund der Zollunion dabei nicht mit eingezogen.
Mit rund 24 % der Gesamtexporte wurden 2011 die meisten Güter (Wertemässig) nach Deutschland exportiert (ca. 803 Mio. CHF). Die weiteren wichtigsten Warenabnehmer waren die USA (ca. 380 Mio. CHF), Österreich (ca. 360 Mio. CHF), sowie Frankreich (ca. 286 Mio. CHF). Mit über 27 % hat der Warenexport in die Volksrepublik China im Jahr 2011 besonders stark zugenommen, sodass China bereits heute der 5. wichtigste Abnehmer von Liechtensteinischen Produkten ist.
Im Gegensatz dazu wurden im Jahr 2011 insgesamt Waren im Wert von rund 1.9 Mrd. CHF importiert (ohne Schweiz). Aus Österreich und Deutschland wurden dabei mit je rund 730 Mio. CHF die meisten Waren eingeführt.

#### Unternehmen
Im Maschinenbau sind mit fast 3‘000 Arbeitnehmer die meisten Beschäftigten tätig. Gefolgt vom Baugewerbe sowie von der Nahrungsmittelindustrie.
Die thyssenkrupp Presta AG mit Hauptsitz in Eschen stellt mit rund 2‘500 Beschäftigten in Liechtenstein das grösste Unternehmen im Fürstentum dar und ist dabei Weltmarktführer für Lenksäulen in PKW. Das wohl bekannteste Unternehmen, das in Liechtenstein seine Wurzeln hat, ist der Werkzeughersteller Hilti AG. Weltweit beschäftigt das Unternehmen über 20‘000 Arbeitnehmer – davon rund 1‘900 in Liechtenstein.
Die Hilcona AG und die Ospelt-Gruppe sind die zwei wichtigsten Nahrungsmittelhersteller in Liechtenstein mit rund 780 bzw. 900 Mitarbeitern.
Die Ivoclar Vivadent AG zählt zu den weltweit führenden, in der Zahnmedizin tätigen, Unternehmen. Das grösste Industrieunternehmen aus Vaduz ist die Hoval AG, welche im liechtensteinischen Hauptort u. a. Heizungsapparate herstellt. Die OC Oerlikon Balzers zählt ebenfalls mit rund 650 Arbeitnehmern zu den grössten Unternehmen in Liechtenstein und betreibt von Balzers aus ihr Geschäft mit Dünnfilm-Beschichtungen.
Zudem besitzt auch die Swarovski AG mit rund 670 Angestellten eine ihrer Hauptniederlassungen in Liechtenstein.
Daneben gibt es zahlreiche weitere Industrieunternehmen, die in ihrem Geschäftsbereich häufig zu den Marktführern zählen.

### Dienstleistungen
Der Dienstleistungssektor stellte im Jahr 2010 mit einem Anteil von rund 58 % an der Gesamtbeschäftigtenzahl den grössten Wirtschaftssektor dar. Dabei ist die Tertiärisierung in Liechtenstein aber noch nicht so weit fortgeschritten wie beispielsweise in den Nachbarstaaten.

#### Finanzdienstleistungen

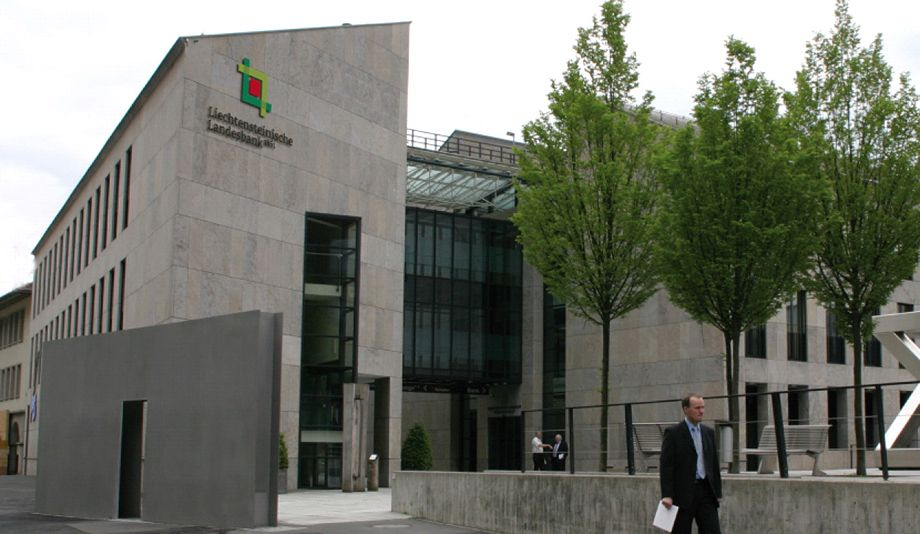
Liechtensteinische Landesbank in Vaduz

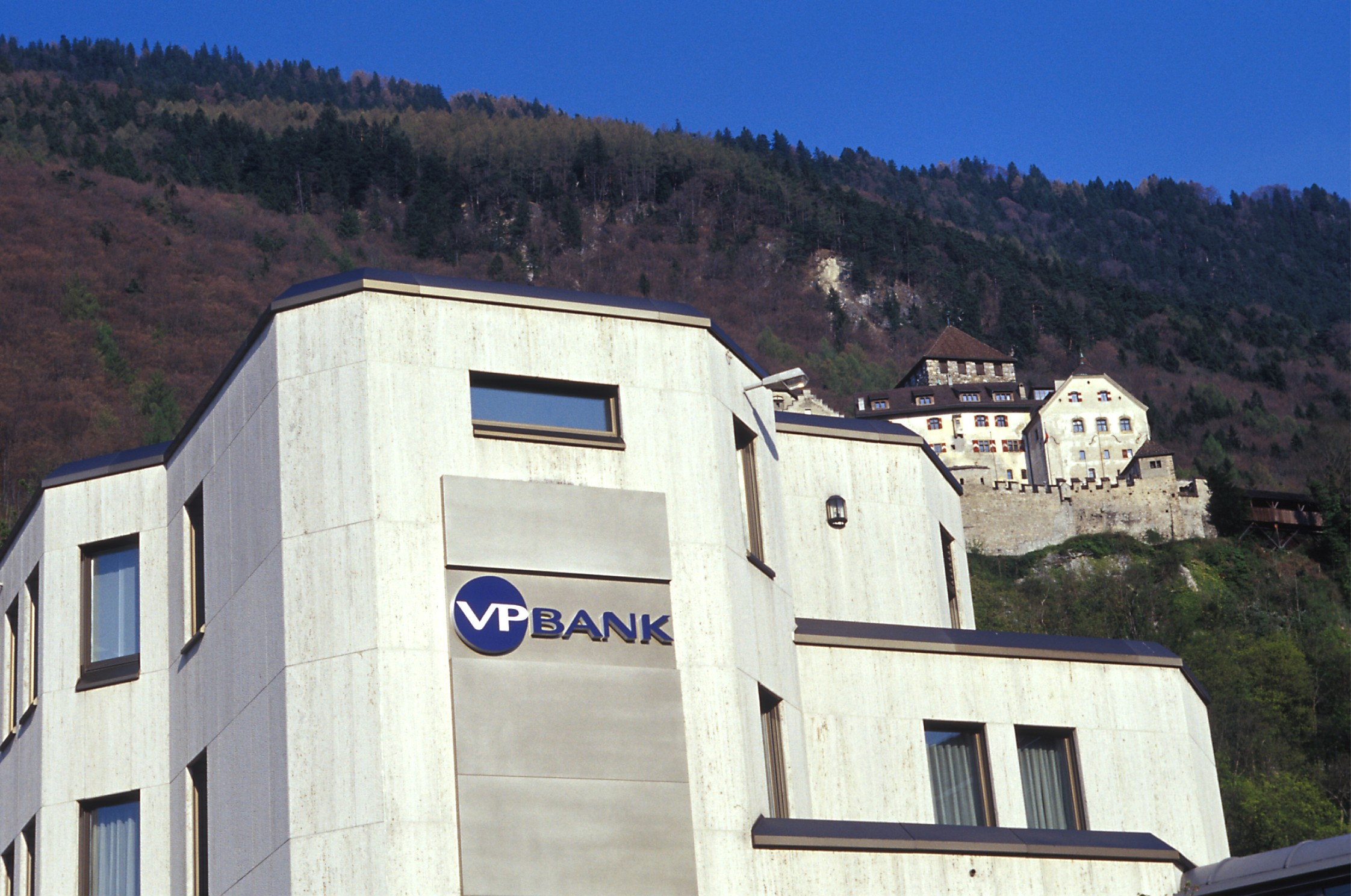
VP Bank in Vaduz.

Rund 17 Prozent der liechtensteinischen Arbeitsplätze sind dem Finanzsektor zuzuordnen, der damit – entgegen der weit verbreiteten Meinung – nur einen kleineren Wirtschaftsbereich darstellt.
Die grössten Banken im Fürstentum sind die LGT Bank, die Liechtensteinische Landesbank und die Verwaltungs- und Privatbank. Für den Betrieb von Banken vergibt das Fürstentum Banklizenzen. Seit 1992 wurden neben den drei grossen Banken auch weitere Geldinstitute zugelassen. Darunter waren auch ausländische Banken, deren Zulassung durch den Beitritt Liechtensteins zum Europäischen Wirtschaftsraum möglich wurden.

##### Konflikte in Steuerfragen
Liechtenstein hat eines der strengsten Bankgeheimnisse weltweit. Im Jahr 2008 kam es zur Steueraffäre mit Deutschland, in der zahlreiche deutsche Steuerhinterzieher aufflogen, denen Liechtensteinische Stiftungen ihren Betrug ermöglicht hatten. Einer Initiative der EU zur Datenoffenlegung von Banken gegenüber den Finanzämtern wollte zwar auch der Währungspartner Schweiz bis 2018 folgen, Liechtenstein äusserte sich zunächst aber nicht. Im Dezember 2011 kündigte Regierungschef Klaus Tschütscher in einem Interview an, Steuerfragen in Zusammenhang mit deutschen Geldanlagen in Liechtenstein mit Deutschland regeln zu wollen. Allerdings sind bislang weder Einigungen noch Verhandlungen dazu bekannt geworden.
Am 28. Januar 2016, legte die EU-Kommission ein Massnahmenpaket zur Bekämpfung von Steuerflucht vor, bei dem unter anderem Liechtenstein auf der schwarzen Liste der Steueroasen auftaucht.

#### Tourismus

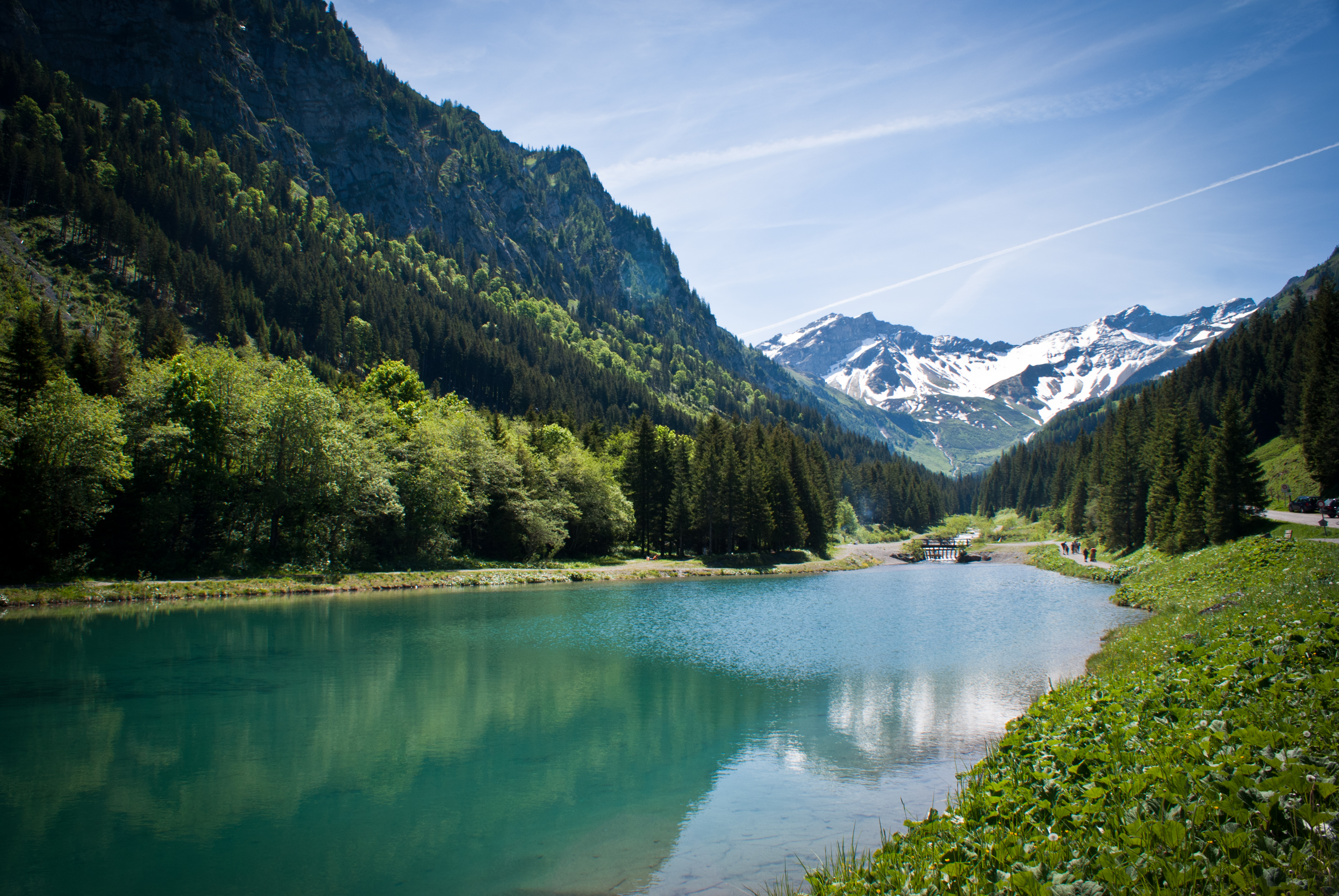
Stausee in Steg

Der Tourismus ist im Vergleich zu den anderen Wirtschaftssektoren nur von geringerer Bedeutung. Dennoch verzeichnete Liechtenstein im Jahr 2011 über 72‘800 Gästeankünfte und über 167‘000 Logiernächte (nicht eingerechnet die Tagesgäste).
Der wichtigste Ferienort ist dabei Malbun, welcher sowohl im Winter, als auch im Sommer zahlreiche Gäste anlockt.
Generell wird dabei in Liechtenstein zwischen dem Tourismus im Alpengebiet und jenem im Rheintal unterschieden. Während beim ersteren die sportliche Betätigung im Mittelpunkt steht (z. B. Wandern), sind im Tal vor allem der Kultur- und Geschäftstourismus von Bedeutung.